# Pylons пројекат
Pylons Пројекат је пројекат отвореног кода који доноси сет фрејмворкова веб апликација написаних у Пајтону. Иницијално пројекат је био мало више него један веб фрејмворк али са спајачем repoze.bfg фрејмворком под новим именом Pyramid, Pylons пројекат сада се састоји из вишеструких фрејмворкова веб апликација.

## Pylons Фрејмворк
Pylons Фрејмворк је фрејмворк веб апликације отвореног кода написан у Пајтону. Чини вишеструку корист од WSGI стандарда да промовише могућност поновног коришћења и да раздвоји функционалност у посебне модуле. Јак утицај је имао од Ruby on Rails: двеју његових компоненти, Routes и WebHelpers, су Пајтон реимплементације Rails могућности.

### Структура
Pylons је познат по томе што има скоро-потпуну гомилу алатки трећих лица, избегавајући "није-осмишљено-овде" феномен.

#### Инсталација, зависности, и поставка
Званични метод инсталације Pylons-а је кроз EasyInstall преко Python Package Index (pypi), и већина додатних алатки је типично инсталирано на исти начин. EasyInstall такође сноси зависност пакета када је то потребно. Неке дистрибуције такође могу садржати Pylons и Paste, али је врло могуће да би било који дистрибуцијски пакет имао недостатак званичне дистрибуције. Pylons може такође бити инсталиран ручно преименовањем његовог .egg фајла у .zip и вађењем садржаја.
Paste се користи за поставку пројекта, тестирање, и распоређивање. Коришћењем честог INI конфигурационог формата, Paste дозвољава за вишеструке "профиле", тако да програмери могу покретати поставку развоја и распоређивања из исте базе кода без приказивања осетљивих делова Pylons-а, као што је интерактивни дебагер, продукцијским корисницима.

#### URL депеша
Тренутно једини најкоришћенији URL диспечер за Pylons је Routes, Пајтон реимплементација Ruby on Rails URL отпреме, иако било који WSGI-компатибилни URL диспечер може бити коришћен. Док је Routes одвојена библиотека, она је програмирана за корист у Pylons-у и његов развој остаје уско близак са Pylons-ом.

#### HTML генерација
Још један део Rails који се прилагодио за Pylons је WebHelpers, који обезбеђује URL мапирање базирано на Routes конфигурацији. WebHelpers такође обезбеђује неке функционалности за генерисање JavaScript кода чинећи корист од script.aculo.us и Prototype библиотека.
FormEncode и FormBuild су коришћени за HTML форме валидација и генерација; било је неко коришћење Mako-а за форме генерација коришћењем модела наслеђа Mako-а.

#### Шаблонирање
Myghty је био подразумевани језик шаблонирања Pylons-а, али од верзије 0.9.6 он је замењен са Mako-ом. Оба језика шаблонирања су текстуална (у супротности са XML-типом), и подршка укључује, наслеђе и уградњу произвољног Пајтон кода.
Због лабабих слојева Pylons-а, други језици шаблонирања могу бити коришћени. Genshi, XML-базирани језик шаблонирања, може бити коришћен у lieu од или Mako-а или Myghty.

#### База података апстракције и објектно-релационо мапирање
Pylons нема подразумевану библиотеку базе података. Оба SQLObject и SQLAlchemy су коришћени.

#### Спајач са repoze.bfg и рођење Pyramid Веб Фрејмворка
Pylons се развио у Pylons Пројекат, и стари код из Pylons-а 1.0 ће бити подржан на неограничено време. Какогод, у складу са спајачем пројекта са repoze.bfg од новембра 2010., нове верзије Pylons-а су заправо различите од оригиналног Pylons-а 1.0. Pylons програмери су у почетку планирали да напишу поново неке делове кода, али су превидели да се нови код приближавао до repoze.bfg, што је одвело спајача Pylons-а и repoze.bfg. Ово је учинило да repoze.bfg (део Repoze Пајтон-базирани веб фрејмворк) постане поново направљен и избачен као Pyramid веб фрејмворк.

## Pyramid
Pyramid је веб фрејмворк отвореног кода написан у Пајтону и базиран је на WSGI. Минималистичан је веб фрејмворк инспирисан од Zope-а, Pylons-а и Django-а.
Оригинално назван "repoze.bfg", Pyramid је прикупио пажњу највише у Zope-у и Plone заједници као Фонд за отворено друштво KARL пројекта који је мигрирао са Plone на BFG. Током 2010. најављено је да ће Pylons фрејмворк бити премештен на коришћење BFG као основу у верзији 1.5. Као резултат укључења BFG у Pylons пројекат, BFG је преименован у Pyramid.

### Могућност
Pyramid је минималистични, платформски-зависни MVC веб фрејмворк објављивања објекта. Интегрисана је и са SQL базама података преко SQLAlchemy, али такође има интеграцију са Zope Базом Података Објекта и осталим NoSQL базама података, као што је CouchDB.
Pyramid такође дозвољава да дефинишете путање које узимају регуларне изразе које мапирају у објекте, као већина других фрејмворкова. Као његов пријатељски фрејмворк Zope, Pyramid такође дозвољава траверсал хијерархијског објекта, где је сваки део URL-а објекат који садржи друге објекте, у виду сличном фолдерима.

### Пакети коришћени у подразумеваним Pylons инсталацијама, или популарним додацима
- Mako - Подразумевано шаблонирање за Pylons
- Myghty - URL Депеша, Контролери, Кешовање, Шаблонирање и више
- Python Paste Архивирано на веб-сајту  (23. јул 2012) - Поставка пројекта, тестирање, и распоређивање
- WebOb - Објекти Захтева и Одговора
- EasyInstall - Зависности инсталације и пакета
- Routes - Имплементација путања базирана на Rails путањама
- FormEncode - Валидација и форма генерације
- WebHelpers - HTML Помоћник функције
- SQLAlchemy - Објектно Релационо Мапирање